# Bittor Iturria
Bittor Iturria, també conegut com a Victor Iturria, (Basusarri, 22 d'octubre de 1914 – Blain, 25 d'agost de 1944) fou un pilotari i militar paracaigudista basc, al servei de l'Exèrcit francès durant la Segona Guerra Mundial.
Serví com a artiller anti-tanc durant la batalla de França i evacuat a Anglaterra durant la batalla de Dunkerque, on s'uní a les forces de la França Lliure sota el general Charles de Gaulle. Fou assignat als paracaigudistes de la França Lliure que s'uniren al Servei Aeri Especial britànic a l'Àfrica del Nord, amb els qui participà en diverses ràtzies darrere les línies enemigues. El 1944 es llançà en paracaigudes sobre la França ocupada durant el seu alliberament i lluità amb la Resistència francesa a Bretanya, on fou assassinat en una emboscada.

## Biografia
Iturria nasqué el 22 d'octubre de 1914 a la localitat de Basusarri, situada al País Basc sota control francès, sent fill de Pedro Maria Iturria i Jeanne Lerete. Entre 1934 i 1936 realitzà el servei militar al 20è Regiment de Dragons. Durant la Segona Guerra Mundial fou destinat en combat i participà a la batalla de França com a caporal i artiller d'una arma anti-tanc de 25 mm. Com a tal, rebé una menció després d'aconseguir inhabilitar set tancs alemanys durant un atac. El maig de 1940, durant la retirada de la batalla de Dunkerque, fou greument ferit i evacuat a un hospital d'Anglaterra.
A inicis de juliol 1940 fou donat d'alta i s'uní a les forces de la França Lliure, esdevenint paracaigudista de la 1a Companyia d'Infanteria de l'Aire, creada a finals de setembre de 1940 a Anglaterra pel capità Georges Bergé. Amb aquesta unitat, anomenada 1a Companyia de Paracaigudistes, s'embarcà el juliol de 1941 cap a Orient Mitjà.
El setembre de 1941, la 1a Companyia de Paracaigudistes fou rebatejada a Patrulla de Paracaigudistes de Levant i llavors, com a part de la Força Aèria, fou rebatejada com la 1a Companyia de Paracaigudistes de Persecució de la Força Aèria de la França Lliure. Després que fos destinada a Beirut i Damasc, la unitat es mogué el gener de 1942 a Kabret, a les lleres del Canal de Suez. Fou integrada a la Brigada de Servei de l'Aire Especial (Brigada del SAS), comandada pel major David Stirling. El SAS francès esdevingué l'Esquadró francès i, equipats amb jeeps, esdevingueren famosos per realitzar batudes contra la rereguarda alemanya, així com els seus aeròdroms.
El 12 de juny de 1942, a Líbia, participà en un atac, dirigit per André Zirnheld i Philippe Fauquet, contra un aeròdrom situat a Bengasi. El mes següent, sota ordres del capità Augustin Jordan, participà en tres atacs contra aeròdroms de la Cirenaica i llavors, a l'agost, un nou atac contra Bengasi. El gener de 1943, abandonà El Caire amb la seva unitat per a realitzar una batuda de 3000 km. a Tunísia, on contribuí en la destrucció de la línia de comunicació al darrere de la Línia Mareth, on els alemanys estabilitzaven les seves posicions. Havent ja rebut dues mencions de l'Ordre de l'Exèrcit, fou condecorat amb la Medalla Militar a Alger.
Retornà a Anglaterra amb els supervivents de l'Esquadró francès, el qual al juliol de 1943 esdevingué el 1r Batalló d'Infanteria de l'Aire (1r BIA) i, al novembre de 1943, el 4t Batalló d'Infanteria de l'Aire (4t BIA). Promogut a assistent, esdevingué instructor. L'1 de juliol de 1944, el 4t BIA es canvià el nom un altre cop a 2n Regiment de Paracaigudistes de Persecució (2n RPP). El 2 d'agost de 1944 es llança en paracaigudes a la Bretanya. Una setmana més tard, participà en l'atac a An Oriant i el 15 d'agost, a Kiberen, capturà a cent presoners amb la seva secció. Enviat a Nantes amb el 2n RPP, patrullà al llarg del riu Loira.
El 24 d'agost de 1944 fou assassinat per l'esclat d'una metralleta una emboscada quan es trobava a Blain, al department del Loira Atlàntic. Fou enterrat al poble basc de Sara, situat al territori de Lapurdi.

## Condecoracions[1]
- Cavaller de la Legió d'Honor
- Orde de l'Alliberament (29 desembre 1944)
- Medalla Militar
- Creu de Guerra 1939-1945, amb palma
- Medalla de la Resistència amb roseta
- Medalla Colonial amb la pinça «Líbia»
- Medalla dels Ferits de Guerra
- Medalla commemorativa dels serveis voluntaris a la França Lliure
- Medalla Commemorativa de la Guerra 1939-1945
- Creu Militar (Regne Unit)